# Alue Calong
Alue Calong is een bestuurslaag in het regentschap Pidie van de provincie Atjeh, Indonesië. Alue Calong telt 697 inwoners (volkstelling 2010).